# João José do Rosário
João José do Rosário, primeiro e único Barão de Rosário CvC (? — Rio de Janeiro) foi um nobre brasileiro. Era diretor de Contabilidade do Tesouro Nacional e fez carreira também no Banco do Brasil, onde abriu a primeira filial internacional e foi presidente interino. Foi agraciado cavaleiro da Imperial Ordem da Rosa e da Ordem Militar de Cristo.

## Banco do Brasil
Ainda no período imperial, foi diretor da Caixa de Amortização, antecessor do Banco Central do Brasil, entre 1885 e 1886.
Instalou e comandou a primeira agência do Banco do Brasil fora do país, em Londres, no Reino Unido, no início da década de 1890. Seria a única agência do BB no exterior até 1922.
Em 25 de novembro de 1895, já tendo deixado a gerência da agência londrina, assumiu a vice–presidência do Banco do Brasil.
Foi nomeado presidente interino do Banco do Brasil em 8 maio de 1900, ficando no cargo até 10 de setembro do mesmo ano.

## Biblioteca
Alguns exemplares importantes hoje pertencentes ao Arquivo Público do Estado de São Paulo, como o livro "Memória Histórica da Capitania de São Paulo e Todos os seus Memoráveis Sucessos desde o anno de 1531 thé o prezente de 1796" de Manuel Cardoso de Abreu, faziam parte da Biblioteca do Barão de Rosário. Este livro, em especial, foi comprado pelo Barão durante ida a Portugal da Biblioteca do Visconde de Balsemão em Lisboa. O visconde, que havia morrido em 1804, havia recebido o livro do próprio autor. O Barão de Rosário trouxe a obra ao Brasil, tendo sido encadernada e conservada, sendo adquirida pelo Arquivo do Estado de São Paulo por ordem de Altino Arantes em 1915 após a morte do Barão.